# Sexy 8 Beat
Sexy 8 Beat è l'ottavo album in studio del gruppo femminile giapponese Morning Musume, pubblicato nel 2007.

## Tracce
Testi e musiche di Tsunku.
1. Genki+ (元気＋) – 4:55
2. Aruiteru (歩いてる (Album Edit)) – 5:42
3. Mirai no Taiyō (未来の太陽) – 4:39
4. Egao Yes Nude (笑顔Yesヌード (Album Mix)) – 4:08
5. Haru Beautiful Every Day (春 ビューティフル エブリディ) – 4:23
6. Sexy Boy (Soyokaze ni Yorisotte) (SEXY BOY 〜そよ風に寄り添って〜) – 4:13
7. Ambitious! Yashinteki de Ii Jan (Ambitious！野心的でいいじゃん) – 4:12
8. Sono Deai no Tame ni (その出会いのために) – 4:11
9. Shanimuni Paradise (シャニムニ パラダイス) – 4:59
10. Takara no Hako (宝の箱) – 4:18
11. Be Positive! (BE ポジティブ!) – 4:34